# 棘姓
棘姓，一個中國姓氏，人數較少。

## 來源
- 1、中國古代有棘國（今河南巨鹿南七里），國主後人以國名为氏。
- 2、中國春秋时，魏國有大夫棘子成，其先辈被封于棘（故城在今河南延津境内）而得姓。
- 3、中國春秋时，楚大夫的地封于棘（故城在今河南永城南），后人以地名为氏。